# Cimetière du Djellaz
Le cimetière du Djellaz ou cimetière du Jellaz est le principal cimetière de Tunis, capitale de la Tunisie, pour ce qui est de la superficie.
On y trouve plusieurs bâtiments religieux imposants comme les zaouïas de Sidi Belhassen Chedly et de Sidi El Béchir, en bas du cimetière, ou le mausolée de Moncef Bey, désireux de reposer selon ses propres dires au milieu de son peuple.
En novembre 1911, le cimetière se retrouve au centre d'une émeute sanglante entre les forces de l'ordre françaises et des manifestants tunisiens qui mène à un procès retentissant, un épisode marquant du mouvement national. Cette affaire a pour origine la décision de la municipalité d'immatriculer le cimetière à son nom alors qu'il appartient à l'administration des habous.   

## Personnalités
Le cimetière est connu pour abriter un grand nombre de tombes de personnalités tunisiennes, notamment celles liées au mouvement national tunisien regroupées dans le carré des martyrs.

### Personnalités enterrées dans le carré des martyrs
- Chokri Belaïd
- Salah Ben Youssef
- Mohamed Brahmi
- Bahi Ladgham
- Taïeb Mehiri
- Youssef Rouissi
- Taïeb Sahbani
- Mongi Slim
- Ahmed Tlili
- Houcine Triki

### Autres personnalités
- Ezzeddine Abassi
- Hassan Hosni et Khaled Abdul-Wahab
- Mustapha Adouani
- Hédi Annabi
- Ali Bach Hamba
- Slaheddine Baly
- Othman Battikh
- Hassine Belkhouja
- Mohamed Fadhel Ben Achour
- Mohamed Tahar Ben Achour
- Hassib Ben Ammar
- Aly Ben Ayed
- Salah Ben M'Barka
- Sadok et Lina Ben Mhenni
- Saïd Ben Mustapha
- Lassaad Ben Osman
- Salem Bouhageb
- Wassila Bourguiba
- Fatma Boussaha
- Ahmed Brahim
- Béji et Chadlia Caïd Essebsi
- Mohamed Chaker
- Slim Chaker
- Mohamed Charfi
- Ali Chouerreb
- Mokhtar Chouikha
- Ahmed Chtourou
- Kameleddine Djaït
- Mohamed Taieb Ennaifer
- Mohamed Ghenima
- Radhia Haddad
- Tahar Haddad
- Ibn Arafa
- Mohamed Salah Jedidi
- Mounir Jelili
- Hédi Jouini
- Henri Kassagi
- Kacem Kefi
- Hassen Khalsi
- Mohamed Arbi Zarrouk Khaznadar
- Hédi Khefacha
- Kheireddine Pacha
- Mahmoud Khodja
- Mohamed Khodja
- Mohamed Lajmi
- Moncef Lazaâr
- Abdelkrim Mahbouli
- Brahim Mahouachi
- Mahmoud El Materi
- Mahmoud Messadi
- Moncef Bey
- Habib Osman
- Lassaad Ouertani
- Oulaya
- Choubeila Rached
- Mohamed Saâda
- Saliha
- Saïda Sassi
- Mohamed Talbi
- Khemaïs Tarnane
- Abdelaziz Thâalbi
- Habib Thameur
- Ahmed Touili
- Hédi Tounsi
- Zoubeir Turki
- Foued Zaouche

## Filmographie
- Le Jellaz de Tunis, documentaire de Feriel Ben Mahmoud, Audimage, Paris, 2019.